# Liste des îles des îles Turques-et-Caïques

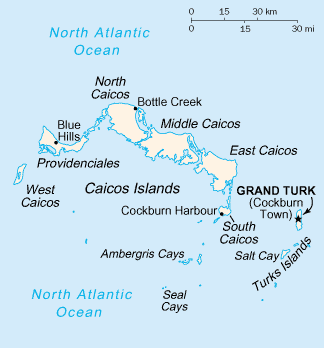
Carte des Îles Turques-et-Caïques

Voici la liste des îles des îles Turques-et-Caïques.